# 1116
Високе Середньовіччя  •  Золота доба ісламу  •  Реконкіста  •  Хрестові походи  •  Київська Русь

## Геополітична ситуація
Візантію очолює Олексій I Комнін (до 1118). Генріх V є імператором Священної Римської імперії (до 1125), Людовик VI Товстий — королем Франції (до 1137).
Апеннінський півострів розділений: північ належить Священній Римській імперії, середню частину займає Папська область, південна частина півострова окупована норманами. Деякі міста півночі: Венеція, Піза, Генуя, мають статус міст-республік.
Південь Піренейського півострова захопили Альморавіди. Північну частину півострова займають християнські Кастилія, Леон (Астурія, Галісія), Наварра та Арагон, Барселона. Королем Англії є Генріх I Боклерк (до 1135), королем Данії Нільс I (до 1134).
У Київській Русі княжить Володимир Мономах (до 1125). У Польщі княжить Болеслав III Кривоустий (до 1138). На чолі королівства Угорщина став Іштван II (до 1131).
На Близькому сході існують держави хрестоносців: Єрусалимське королівство, Антіохійське князівство, Едеське графство, графство Триполі. Сельджуки окупували Персію та Малу Азію, в Єгипті владу утримують Фатіміди, у Магрибі панують Альморавіди, у Середній Азії правлять Караханіди, Газневіди втримують частину Індії. У Китаї співіснують держава ханців, де править династія Сун, держава кидані Ляо, держава чжурчженів, де править династія Цзінь, та держава тангутів Західна Ся. На півдні Індії домінує Чола. В Японії триває період Хей'ан.

## Події
- Син Володимира Мономаха Ярополк здійснив успішний похід на половців.
- Брячислав Давидович змістив Гліба Всеславича на престолі в Ізяславі.
- Ігумен Видубицького монастиря Сильвестр закінчив укладення так званої другої редакції «Повісті временних літ»
- Король Єрусалимського королівства Балдуїн I розпочав вторгнення в Єгипет.
- Війська Альморавідів захопили Балеарські острови.
- Королем Угорщини став  Іштван II.
- Розпочалася війна в Галісії між Кастилією та Леоном і графством Португалія.
- Зіріди захопили острів Джерба і влаштували там піратську базу.

## Померли
- 3 лютого — Коломан І, король Угорщини з 1095 року та Хорватії з 1097 року